# Актуальный идеализм
Актуальный идеализм (итал. attualismo) — философия итальянских гегельянцев Джовани Джентиле и Бенедетто Кроче.

## Основные принципы
В противовес материализму Джентиле утверждает идеализм, то есть принцип первичности мышления. «Всякий идеализм понимает реальность как мысль», пишет он. Все суть наше знание обо всем (мир есть наше представление о нём). Даже само тело воспринимается Джентиле не в качестве носителя духа, а как «непосредственное содержание сознания»
Мышление, согласно Джентиле, представляет собой не атомарный поток представлений, но некоторое интеллектуальное действие, акцию, «акт» («мысль — это акт»). Мысль и опыт Джентиле также не противопоставляет, хотя и критикует позитивистское представление об опыте как о наборе фактов. Факт констатируют, а акт совершают. Поэтому для Джентиле опыт — это практика, тот же акт. Этот акт и есть первичная реальность, которая имеет место в настоящий момент времени (в состоянии актуальности).
Никакой внешней определённости этот акт не несет, потому он отождествляется с чистой свободой, с репрезентацией духа, с его самовозрастанием и саморазвитием. Подобно Гегелю, Джентиле утверждает свободу целью истории. Прогресс и труд (как сознательная деятельность) направлены на преодоление ограниченности бытия человека. А где свобода, там и дух.

## Сравнения
Аналогом своего акта в древней философии Джентиле называет логос, который объединяет («делает имманентным») объект с субъектом в процессе познания. При этом актуальный идеализм противостоит различным спекулятивным типам идеализма, вроде трансцендентального идеализма Канта. Мышление и действие, интеллект и воля, чистый разум и практический неразрывно связаны между собой, что отчасти напоминает идею творческой эволюции Анри Бергсона.
В отношении «критики справа» Джентиле обосновывает свой гегельянский пантеизм христианской идеей Христа как Богочеловека, в котором дуализм несовместимых начал преодолен диалектикой.
Упреждая упрек в солипсизме, Джентиле дистанцируется от него. «Солипсист — эгоист», утверждает он. Тогда как актуалист утверждает нравственность и ценности («добро творится, а если оно не творится, то его нет»). Делает он это посредством диалектики, которая преодолевает ограниченность человеческого эго: «Мыслить — значит преодолевать партикулярность».

## Философия искусства
Особое место в актуальном идеализме занимает искусство, которое противопоставляется как науке, так и религии, которые «грешат» излишним объективизмом. Искусство не сообщает нового знания об объекте, но является формой самовыражения или вдохновения как внутреннего («субъективного») роста. Художественная фантазия не обязана сообщать точное знание. Поэтому «искусство — субъективная форма духовной деятельности». Джентиле настаивает на неутилитарном («бесполезном») характере искусства. Стесненному и неудовлетворенному человеку не до искусства. Формой выражения искусства является игра.

## Политическая философия
Джентиле далек от аполитичности. Преодоление ограниченности своего эго происходит в рамках общественно-политической жизни, гражданской и патриотической активности. Общественную целостность, объединенную языком, традициями и ценностями Джентиле называет нацией, а историческое единство (конкретность) нации он называет государством. Вслед за Аристотелем Джентиле утверждает единство этики и политики. «Государство открывает школы», пишет он, а значит оно обладает моральной ответственностью.